# Jameson House
Das Jameson House ist ein hohes Mehrzweckgebäude im Stadtteil Downtown von Vancouver, British Columbia, Kanada. Das Gebäude wurde 2011 fertiggestellt, verfügt über 38 Etagen und erreicht eine Höhe von 118 Metern. Das Gebäude befindet sich in der 826 West Hastings Street. Es wurde von dem Architektenbüro Foster + Partners sowie von Walter Francl Architecture Inc. in moderner Architektur entworfen. Das Gebäude dient als Wohn- sowie Bürogebäude. Des Weiteren befinden sich im Erdgeschoss mehrere Einkaufsgeschäfte. Das Gebäude zeichnet sich neben der Architektur durch eine vollautomatische Tiefgarage mit Einparksystem aus.